# Lorenzo Antonio
Lorenzo Antonio Sánchez Pohl (Albuquerque, Nuevo México; 3 de octubre de 1969), más conocido como su nombre artístico Lorenzo Antonio, es un cantautor mexicano-estadounidense. Se crio en México y Estados Unidos. Lorenzo domina el español y el inglés. La mayoría de sus canciones son en español, pero también ha lanzado canciones en inglés.

## Biografía

### Su infancia
Viniendo de una familia musical, Lorenzo Antonio fue expuesto a la música en cuanto nació. A la edad de 5, el interés de Lorenzo por la música era muy evidente, y su padre le enseñó a cantar “La Bamba", mientras se acompañaba con la guitarra. Él aprendió en muy poco tiempo, y sus padres decidieron ponerlo en clases de guitarra clásica, que él estudió desde su infancia hasta sus años de adolescencia.
A lo largo de su infancia, Lorenzo estudió brevemente el violín, el banjo, y el piano, así como el violonchelo, que tocó durante la escuela primaria, secundaria, y preparatoria (high school ya que curso en Albuquerque, Nuevo México, Estados Unidos). Durante estos años, Lorenzo también mostró grandes habilidades vocales e interpretativas. En ocasiones, su padre, Amador Sánchez, también conocido como el cantautor de gran éxito, Tiny Morrie, lo presentaba en sus actuaciones.

### Trayectoria
La trayectoria de Lorenzo Antonio se inició en junio de 1982, cuando tenía 12 años junto a sus cuatro hermanas (Verónica, Rosamaria, Cristina y Carolina) ganaron el 1.er lugar en uno de los festivales de talentos más importantes de toda América Latina, "1.er Festival Juguemos a Cantar," que se realizó en la Ciudad de México, y fue transmitida por Televisa en el programa de televisión, "Siempre en domingo". Ellos aparecieron en la competencia como "Lorenzo Antonio y Su Grupo", y participaron con la composición de Lorenzo, "Vamos a Jugar”.
Al ganar este concurso, Lorenzo fue galardonado con 3 presentaciones en "Siempre en Domingo", así como un contrato de grabación con Discos Musart. Todo esto lanzó la carrera de Lorenzo, y al final del año 1982, Lorenzo Antonio se había convertido en uno de los artistas latinos más exitosos y famosos de la época, reconocido por tocar el violín, los uniformes que él y sus hermanas llevaban (gorras marineras y pantalones acampanados), y también por la coreografía que él y sus hermanas bailaban al cantar su canción, "Vamos a Jugar", que es una canción sobre un juego de pasos de baile (muy al estilo country), "la mano izquierda va adelante, la derecha para atrás”.
Cuando Lorenzo se convirtió en un adolescente, él se separó de sus hermanas y continuó su carrera como solista. Esto fue un cambio controversial debido a la popularidad del grupo, y a muchos de sus fanes no les gustó. Finalmente, el cambio resultó ser un gran éxito para Lorenzo y sus hermanas. La popularidad de Lorenzo siguió creciendo, y se convirtió en uno de los cantautores más exitosos de los 1980 y 1990. Sus 4 hermanas continuaron durante algunos años como el grupo de niñas, "Chikis", y años más tarde, se convirtieron en el grupo de chicas de éxito internacional, "Sparx".
A lo largo de los 1980 y 1990, Lorenzo recorrió México, América Central, Sudamérica, y los Estados Unidos haciendo giras. La mayoría de sus éxitos internacionales vinieron durante este período. Entre los más populares están: "Vamos A Jugar", "Muchachita", "Como Me Gustas", "Busco Un Amor", "Dile", "No Llorare", "Buscare" (alcanzó el puesto # 7 en el Billboard's Top Latin Song Chart, 14 de mayo de 1988), "El No Te Quiere" (alcanzó el puesto # 9 en el Billboard's Top Latin Song Chart, 12 de abril de 1997), "No Quieren Que Te Quiera" (alcanzó el puesto # 16 en el Billboard's Top Latin Song Chart, 16 de agosto de 1997), y "Como de Cuando y Porqué" (alcanzó el puesto # 12 en el Billboard's Top Latin Song Chart, 16 de julio de 1994), que era una canción original escrita por el cantautor mexicano, Juan Gabriel. En 1987, Lorenzo tuvo lo que se considera su mayor éxito, y una de las canciones más exitosas de los 80's, la balada clásica, "Doce Rosas" con la sintonía del Noticiero CM& Colombia 2004-presente. El 23 de mayo de 1987, Doce Rosas alcanzó el puesto # 3 en la lista de Billboard Top Latin Songs chart.
Todas las canciones mencionadas, y otras, también ocuparon los primeros lugares de la radio y televisión en México.
A principios de los 90, y después de una temporada de 2 años de estudios en la Universidad de Nuevo México, Lorenzo Antonio firmó con una nueva compañía discográfica, Warner Music Group. En este tiempo, también se reunió con Juan Gabriel y tuvo un exitoso regreso con los álbumes, "Mi Tributo a Juan Gabriel" y "Tributo 2".
A mediados de los 90, Lorenzo enfocó su atención en sus hermanas, Sparx. Ellas estaban empezando a ganar fama en el mercado latino de los Estados Unidos, y Lorenzo se dedicó a escribir canciones para ellas.
A finales de los 90, Lorenzo firmó un contrato con Fonovisa Records. Los discos que Lorenzo lanzó durante esta temporada fueron más enfocados al mercado Regional Mexicano, y las ventas de Lorenzo fueron entre las más altas de su carrera.

#### El compositor
Lorenzo Antonio no solamente ha escrito muchos de sus éxitos, ("Vamos A Jugar", "Como Me Gustas", "Busco Un Amor", "No Quieren Que Te Quiera", y otros), también escribió éxitos para otros artistas. Algunos de los más destacados son: "El Baile De La Gallina", interpretado por Tatiana, "Te Amo Te Amo Te Amo", "Los Hijos de Pantaleón", y "El De Los Ojos Negros", interpretados por sus hermanas, Sparx.

#### Otros géneros
Aunque Lorenzo Antonio es conocido a nivel internacional por sus baladas románticas, también ha tenido mucho éxito interpretando Música de mariachi. Participó con sus hermanas, Sparx, en los discos de platino certificados, "Cantan Corridos" (alcanzó el puesto # 5 en Billboard's Top Regional Mexican Albums el 8 de febrero de 1997), y "Cantan Corridos vol. 2 ", que son dos de los discos más exitosos de su carrera, pero que no fueron muy conocidos en México.
Lorenzo también ha lanzado varios discos en el género "Ranchero" que también muestran su habilidad de tocar la guitarra.

## Obras de caridad
Lorenzo Antonio y las hermanas Sparx establecieron una fundación sin fines de lucro en el 2001. Conocido como "The Sparx and Lorenzo Antonio Foundation", su propósito principal es proporcionar becas a estudiantes, y fomentar la educación superior. Cada año desde su creación, Lorenzo Antonio y Sparx han llevado a cabo por lo menos un concierto en el que se recaudan fondos para "La Beca de Sparx y Lorenzo". Esta beca también se otorga anualmente. Desde el año 2001, Lorenzo Antonio y Sparx han otorgado aproximadamente $750,000 (dólares americanos) en becas a estudiantes.

## Impacto cultural

### México
A principios de los 80, hubo una explosión de artistas infantiles en México con artistas como el grupo español Parchís, el puertorriqueño Menudo, junto con mexicanos como Timbiriche, Lucerito, Luis Miguel y Pedrito Fernández. Este fenómeno cultural de artistas infantiles fue impulsado aún más con la difusión de "1.er Festival Juguemos a Cantar", en "Siempre en domingo". Debido al hecho que Lorenzo Antonio y Su Grupo ganaron el 1.er lugar, ellos estaban a la vanguardia de la explosión de talento joven en ese momento.
Inmediatamente después de que Lorenzo Antonio y Su Grupo ganaron el 1.er Festival Juguemos a Cantar, siguió una controversia: Otro finalista, Juanito Farías, que también era muy popular y también uno de los favoritos para ganar el concurso, obtuvo el último lugar. Esto fue una gran sorpresa para todos, y antes de que el show terminara, Raúl Velasco, nombró a Juanito Farías, "El Campeón Sin Corona”. Todo esto causó una gran controversia y casi todo mundo tenía una opinión sobre el asunto. Muchos opinaba que le robaron el 1.er lugar a Juanito, y muchos otros opinaban que Lorenzo Antonio Y Su Grupo ganaron el 1.er lugar honrada y abiertamente. Este argumento continúa hoy en día, y se puede ver en diversos foros y comentarios en YouTube y otros sitios de Internet.

### Estados Unidos
La ayuda económica que Lorenzo Antonio y sus hermanas, Sparx, han proporcionado a través de su fundación, ha tenido un impacto considerable en las vidas de muchos jóvenes. Muchos de los beneficiarios de la beca de Sparx y Lorenzo Antonio han declarado que nunca habrían sido capaces de pagar una educación superior si no hubiera sido por la beca que recibieron.

## Vida personal

### Familia
La trayectoria de Lorenzo Antonio siempre ha estado muy entrelazada con su familia. Se presenta regularmente con sus hermanas, Sparx, así como colaboran entre sí en sus grabaciones, y en sus empresas de negocio musicales.
Lorenzo también desciende de un árbol de familia muy musical. A su lado paterno, el padre de Lorenzo, Amador Sánchez, conocido artísticamente como Tiny Morrie, fue un cantante muy exitoso, y sigue siendo un compositor y productor muy exitoso. Lorenzo también cuenta con dos tíos paternos que son músicos. Los abuelos paternos de Lorenzo también tuvieron un gran amor hacia la música, y ambos tocaban instrumentos y cantaban.
En el lado materno, su madre, María de Lourdes Gloria Pohl, conocido artísticamente como Gloria Pohl, tuvo éxito en la parte suroeste de los Estados Unidos como cantante. Lorenzo también cuenta con 12 tíos maternos, y casi todos fueron o son músicos, así como su abuelo materno.

### Relaciones personales
Hasta hace poco, no se sabía mucho sobre la vida romántica de Lorenzo Antonio. Se rumoraba que fue novio de Lolita Cortés y  Lucero en los años 1980, pero ninguno de estos rumores fueron justificados.
Lorenzo se casó en 2004, pero sobrevino el divorcio menos de un año después. No hubo hijos de ese matrimonio.
En 2010, Lorenzo apareció en un programa de televisión llamado "Duetos", que fue televisado por Estrella TV en Estados Unidos. Allí, conoció a la cantante, Graciela Beltrán. Tuvieron un romance muy publicitado, y ellos aparecieron en varios programas de televisión juntos, como, Ventaneando, y Escándalo TV. Supuestamente había planes de matrimonio, pero por razones desconocidas, terminaron de repente en 2011. En el disco de Lorenzo del año 2011 titulado, "Quedate Conmigo", realizaron un dueto juntos en una canción que Lorenzo escribió para Graciela llamada, "Nació Nuestro Amor".
En 2024, Antonio se casó con Irsa Sánchez Carrasco, modelo y presentadora de radio y televisión. Se conocieron en 2017 durante la grabación del video musical, "Por Favor Vuelve", donde ella era la modelo.

### Gimnasio
En 2005, Lorenzo Antonio comenzó a sufrir de la ciática, dolor causado por una hernia de disco vertebral en su espalda baja. El dolor era tan severo y debilitante que incluso consideró cirugía de la espalda. En 2007, comenzó a trabajar con un entrenador personal. A los consejos de su entrenador, Lorenzo cambió su dieta y hábitos de ejercicio, y dentro de un año, Lorenzo recuperó.
El cuerpo de Lorenzo Antonio había cambiado considerablemente debido a su estilo de vida saludable, y él aprovechó esto lanzando un calendario de 2009 mostrando su nuevo físico.

## Premios

### Compositor
- 1982: Disco de platino por la canción, "Vamos A Jugar."
- 1983: Disco de platino por la canción, "Lágrimas De Juventud."
- 1983: Disco de platino por la canción, "Muchachita."
- 1983: Disco de platino por la canción, "Busco Un Amor."
- Premio BMI por la canción, "Mandame Flores."[18]
- Premio BMI por la canción,"No Quieren Que Te Quiera."[18]
- Premio BMI por la canción, "Que Debo Hacer."[18]
- Premio BMI por la canción,"Te Amo Te Amo Te Amo."[18]
- Premio BMI por la canción,"Te Quiero Mucho."[18]
- Premio BMI por la canción, "El De Los Ojos Negros."[18]

### Venta de discos
- 1982: Disco de platino por el disco, "1.er Festival Juguemos A Cantar."
- 1982: Disco de platino por el disco, "Vamos A Jugar."
- 1983: Disco de platino por el disco, "Lágrimas De Juventud."
- 1983: Disco de platino por el disco, "Muchachita."
- 1983: Disco de platino por el disco, "Busco Un Amor."
- 1987: Disco de platino por el disco, "Doce Rosas." (con la sintonía del Noticiero CM& de Colombia 2004-presente.
- 1994: Disco de oro por el disco, "Mi Tributo A Juan Gabriel."
- 1997: Disco de triple platino por el disco, "Cantan Corridos."
- 1999: Disco de platino por el disco, "Cantan Corridos Vol. 2."

### Otros premios
- 1982: 15 Grandes De Siempre En Domingo, por la canción, "Como Me Gustas."
- 1984: 15 Grandes De Siempre En Domingo, por la canción, "¡Ay! Amor."
- 1984: Premio Amprofon De Oro
- 1987: 15 Grandes De Siempre En Domingo, por la canción, "Doce Rosas." (Noticiero CM&)
- 1988: Premio AMPRyT - Mejor Intérprete Juvenil 1988
- 1987: Aplauso 92 - Cantante Juvenil Revelación Del Año 1987

## Discografía

### Discos oficiales
- 1982: Vamos a jugar - (Discos Musart)
- 1983: Busco un amor - (Discos Musart)
- 1984: !Ay! amor - (Discos Musart)
- 1985: Inexperta y sensual - (Discos Musart)
- 1986: Por orgullo - (Discos Musart)
- 1986: Doce rosas - Con la sintonía del Noticiero CM& de Colombia 2004-presente - (Discos Musart)
- 1987: El amigo es - (Discos Musart)
- 1989: Amores míos - (Discos Musart)
- 1990: Estás en mis dominios - (Discos Musart)
- 1993: Mi Tributo A Juan Gabriel - (Warner Music Group)
- 1995: Tributo 2 - (Warner Music Group)
- 1996: Sparx Y Lorenzo Antonio Cantan Corridos - (Fonovisa)
- 1997: El no te quiere - (Fonovisa)
- 1998: Siempre te amaré - (Fonovisa)
- 1998: Sparx Y Lorenzo Antonio Corridos Vol. 2 - (Fonovisa)
- 1999: Pura miel (1st Edition) - (Fonovisa)
- 2001: Sparx Y Lorenzo Antonio Para Las Madrecitas - (Fonovisa)
- 2003: Lorenzo Antonio Y Sparx Grandes Éxitos Con Mariachi - (Striking Music)
- 2003: Lorenzo Antonio Y Sparx ¡A Bailar! - (Striking Music)
- 2005: Canta Rancheras Y más... - (Striking Music)
- 2006: Rancheras Vol. 2 - (Striking Music)
- 2007: Lorenzo Antonio Y Sparx Corridos Famosos - (Striking Music)
- 2007: Lorenzo Antonio Y Sparx ¡Fiesta! - (Striking Music)
- 2008: Ranch3ras - (Striking Music)
- 2008: Amores - (Striking Music)
- 2010: Pura miel (2nd Edition) - (Striking Music)
- 2011: Quedate conmigo - (Striking Music)
- 2013: Lorenzo Antonio ¡En vivo! - (Striking Music)
- 2017: Por favor Vuelve - (Striking Music)
- 2023: Cumbias con Mariachi - (Striking Music)

### Otros discos (recopilaciones y grandes éxitos)
- 1982: 1.er Festival Juguemos A Cantar
- A Escondidas
- Amores Mios
- Buscando Un Amor
- Calendario De Amor
- Colección De Oro
- Dile
- Hablemos De Amor
- Mis Éxitos En Inglés
- No Es Nada Fácil